# Чумаши (Бакау)
Чумаши (рум. Ciumași) насеље је у Румунији у округу Бакау у општини Итешти. Oпштина се налази на надморској висини од 297 m.

## Становништво
Према подацима из 2002. године у насељу је живело 198 становника, од којих су сви румунске националности.